# Каик (судно)

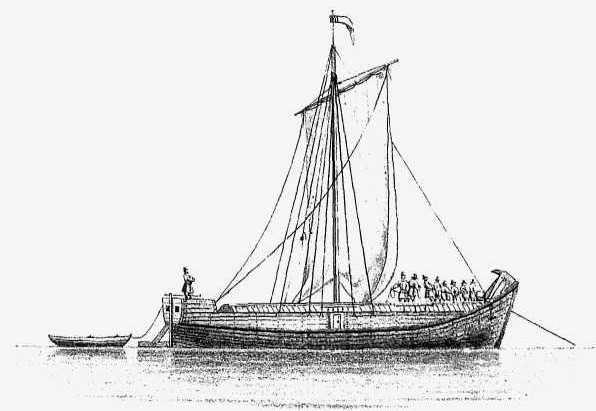
Каюк, иллюстрация к книге «О купеческом судостроении в России, речном и прибрежном»

Каи́к (тур. kayık, фр. caïque), каю́к — легкое гребное (изредка парусное) судно.

## Турция

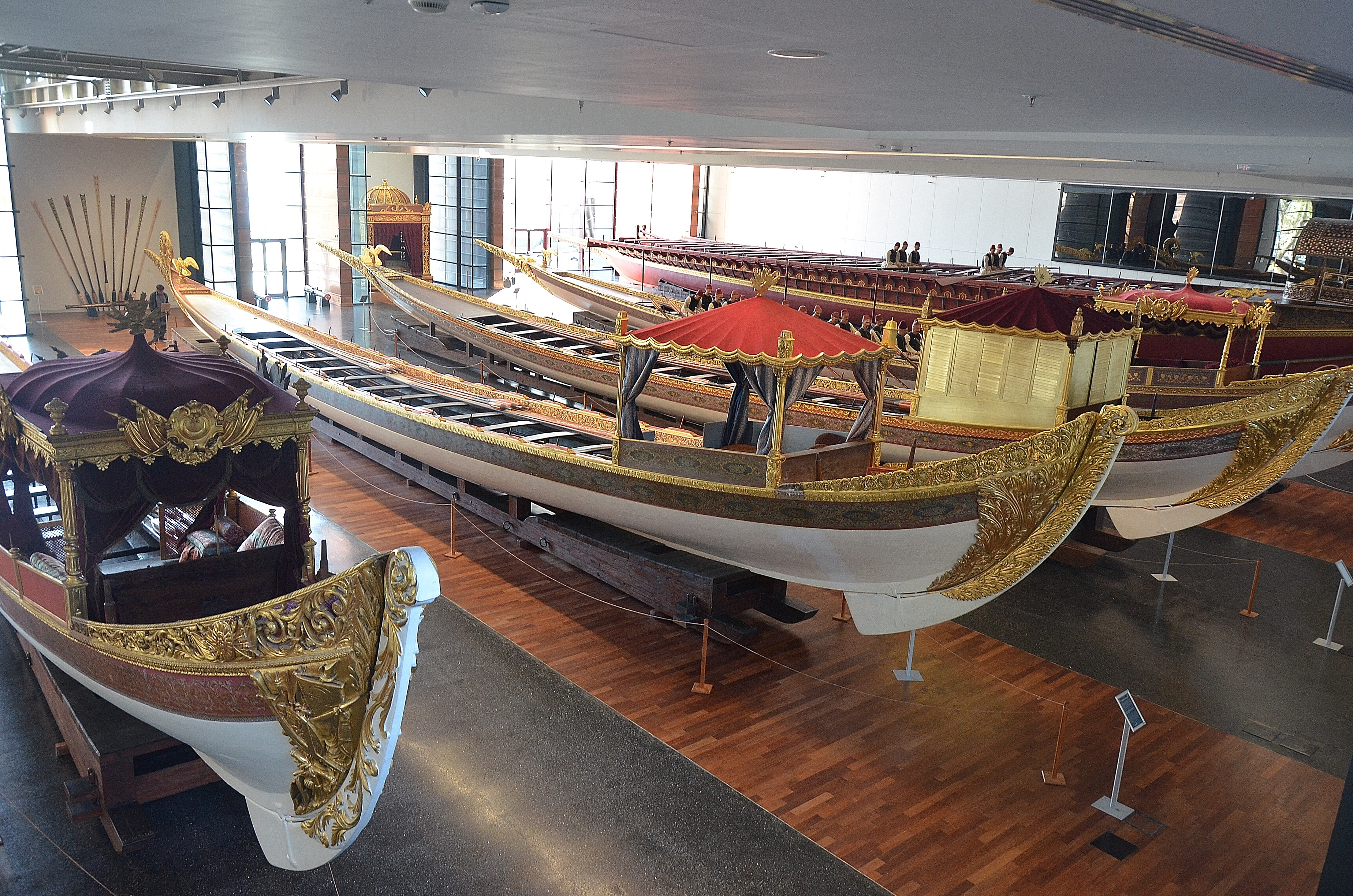
Каики в Стамбульском военно-морском музее

В Турции каики используются по настоящее время, в основном на тихих водах Босфора. Корма его несколько выше носа, как вообще у турецких судов. Каики разделяются на частные и перевозные. Первые, составляющие собственность почти каждого богатого турка, отличаются от перевозных своей роскошной резной отделкой и окраской. Те и другие чаще всего употребляются для морских прогулок по Золотому Рогу и для сообщения с азиатским берегом Турции.
В турецкой истории известны примеры применения каиков в качестве военных кораблей, в частности, в самосском сражении.
Один из роскошных каиков был подарен российскому императору Николаю I турецким султаном (хран. в Адмиралтействе (Царское Село)).
В настоящее время в военно-морском музее Стамбула хранится несколько таких султанских каиков.

## Франция
Во Франции в XVII—XVIII вв. так называлось небольшое судно, сходное с канонерскою лодкой; имевшее лишь одно орудие большого калибра на носу или корме.

## Российская империя
В конце XIX — начале XX века в Российской империи под словом каик (также каюк, каючка) подразумевалось, как правило, речное грузовое килевое судно распространённого типа полубарки. Оно обладало двускатной крышей-палубой с дверью посередине, загнутым кверху носом и каютой. Большой парус у каюка был рейковый или прямой, присутствовало 6-8 вёсел.
В Российской империи были известны следующие виды каюков:
- волжский — обладал длиной примерно 11,3-42,6 м, при осадке с грузом в 1,25-2,25 м грузоподъёмность составляла 49-295 тонн, срок службы составлял до 5 лет; был распространён в бассейне Волги;
- невский — обладал длиной примерно 23,5-34 м, при осадке с грузом в 1,75-2 м грузоподъёмность составляла 131-262 тонн, срок службы составлял до 12 лет; был распространён на Неве и Свири;
- северодвинский — обладал длиной примерно 12,8-47 м, при посадке с грузом 1-2,375 м грузоподъёмность составляла 19,6-409,5 тонны, срок службы — 8 лет; был распространён на Северной Двине, Сухоне и Вологде;
  - годейник — разновидность северодвинского каюка[2][7];
- печерский — лодкообразное мачтовое судно; этот тип был распространён на Печоре, в весеннюю пору мог доходить до устья;
- сибирский — использовался на разных реках Сибири[6].

На Дону под термином «каюк» подразумевалась небольшая долблёная лодка, изготавливавшаяся из древесины дуба и ивы (на Верхнем Дону — преимущественно из ивы). Внутри выдолбленного корпуса каюка оставлялось две перекладины (наподобие банок), служившие рёбрами жесткости для конструкции каюка. Управление каюком осуществлялось одним веслом. Поскольку управление долблёнкой-каюком, довольно неустойчивой на воде, требует больших навыков управления, то при малейшем непредвиденном крене она переворачивается. Отсюда происходит иносказательное употребление слова «каюк» в значении «конец».